# 香城 (虛構城市)
香城（英語：Heung Shing）是香港公開考試中，設題者設計的一個虛構城市，影射現實的香港。

## 概述
試題中出現「香城」的公開考試包括全港性系統評估（2006年起）、香港中學會考（至2011年）、香港高級程度會考（至2013年）、香港中學文憑考試(DSE)（2012年起）及香港特別行政區政府公務員事務局綜合招聘考試。然而，各年試題的香城並不一定有關連；對於各試題中的「香城」是否同一香城，香港考試及評核局（考評局）至今仍未表態。
健吾在《明報》上評論指，「香城」實為考評局要求考生按他們意思作答而虛構出來的地方，因此香港流行用語的意思也可在「香城」中存在不同。
各年試題中的香城並沒有統一的設定，例如各年試題中對其行政規劃的描述呈現反覆改變的情況。當中一對名為「文理」、「杏梅」的男女，及一所「杏壇中學」是多年來設定中最常出現的元素。

## 衍生文化
由於「香城」及「杏壇中學」等名詞由歷年考生所廣泛認識，因而衍生出不少相關文化。曾有青年於2010年在年宵市場出售以會考成績通知書為主題的文件夾，當中把通知書上的機構名「香港考試及評核局」惡搞成「香城考試及評核局」。不過考評局卻以有關作品侵犯版權為由要求下架。
2013年，網上流傳一份惡搞試卷，當中要求考生為「愛護香城力量」的發言人陳一心撰寫演講詞。2015年，香港有網民於Facebook創作一份模仿中文科綜合能力卷的試題格式，試題是以香城為背景，要求以「杏壇中學」一心同學身份寫拒絕告白信。
有人開設同名網上專頁，以「杏壇中學」及試題中常見的學生名字「允行」、「一心」、「念慈」、「英秀」等進行創作。